# Tachygyia microlepis
Tachygyia microlepis is een hagedis uit de familie skinken (Scincidae).

## Naam en indeling
Het is de enige hagedis uit het monotypische geslacht Tachygyia. De wetenschappelijke naam van de soort werd voor het eerst voorgesteld door André Marie Constant Duméril en Gabriel Bibron in 1839. Oorspronkelijk werd de naam Eumeces microlepis gebruikt. De wetenschappelijke naam van het geslacht Tachygyia werd voor het eerst voorgesteld door Myron Budd Mittleman in 1952. De soortaanduiding microlepis betekent vrij vertaald 'kleinschubbige'; μικρός mikros = klein en λεπίς lepis = schub.
De skink is in het verleden ingedeeld onder verschillende andere geslachten, waaronder Riopa, Liosoma, Lygosoma en Eumeces. Deze namen worden beschouwd als verouderd. De geslachtsnaam is regelmatig abusievelijk gespeld als Tachygia in plaats van Tachygyia, waardoor soms de verkeerde naam in de literatuur wordt gebruikt.

## Verspreiding en habitat
De soort was alleen bekend van de Tonga-eilanden en komt hier endemisch voor. Een waarneming van de soort van Nieuw-Zeeland bleek later onjuist.
Door de internationale natuurbeschermingsorganisatie IUCN wordt de soort beschouwd als 'uitgestorven' (Extinct of (EX). Het uitsterven is voornamelijk te wijten aan de verschillende door de mens geïntroduceerde dieren in het natuurlijke leefgebied, zoals honden, varkens en ratten.
Ablepharus · 
Anepischetosia · 
Bassiana · 
Caesoris · 
Caledoniscincus · 
Carinascincus · 
Carlia · 
Celatiscincus · 
Cophoscincopus · 
Cryptoblepharus · 
Emoia · 
Epibator · 
Eroticoscincus · 
Eugongylus · 
Geomyersia · 
Geoscincus · 
Graciliscincus · 
Harrisoniascincus · 
Kanakysaurus · 
Lacertaspis · 
Lacertoides · 
Lampropholis · 
Leiolopisma · 
Leptosiaphos · 
Liburnascincus · 
Lioscincus · 
Lobulia · 
Lygisaurus · 
Marmorosphax · 
Menetia · 
Morethia · 
Nannoscincus · 
Oligosoma · 
Panaspis · 
Phaeoscincus · 
Phasmasaurus · 
Phoboscincus · 
Proablepharus · 
Pseudemoia · 
Pygmaeascincus · 
Saproscincus · 
Sigaloseps · 
Simiscincus · 
Tachygyia · 
Techmarscincus · 
Tropidoscincus